# الظاهرة (ألبوم غيمس)
1
MMBO7

## التاريخ

### النشأة
أثناء الحجر الصحي بسبب جائحة فيروس كورونا، يعلن غيمس على إنستغرام مباشرة عن ألبوم راب 100٪ لشهر نوفمبر 2020. وفقًا لبعض المنشورات على إنستغرام يكشف ميتغ غيمس أن ألبومه سيكون ألبومًا بنسبة 80٪ رابًا على عكس ما تم الإعلان عنه.

### خلفية
في 28 أغسطس 2020، نشر غيمس عنوانًا جديدًا على منصات البث يسمى «يولو». في 2 سبتمبر 2020، تم إصدار الفيديو الموسيقي الخاص بـ«يولو». في 21 سبتمبر 2020، نشر غيمس مقطع فيديو على هذه الشبكات الاجتماعية يعلن فيه عن أول أغنية من الألبوم بعنوان «خالدة» في 25 سبتمبر 2020. في 25 سبتمبر 2020، أصدر غيمس أول أغنية من ألبومه بعنوان «خالدة»، صوت موسيقى الراب البحت حيث نجد غيمس من وقت سكسيون داسوت. في نهاية مقطع الفيديو يتم الإعلان عن ألبومه الجديد في 6 نوفمبر 2020.
في 15 أكتوبر 2020، تسرب عنوان جديد من ألبومه الجديد على الإنترنت. يُطلق على العنوان «الجانب الأسود» بالتعاون مع ليتو. في 23 أكتوبر 2020، ينشر غيمس على منصات البث عنوانًا جديدًا يسمى «أوريغامي». في 30 أكتوبر 2020، تم الكشف عن قائمة الأغاني نهارًا تم تسريب الألبوم كاملاً على الإنترنت، قبل أسبوع من صدوره. في 31 أكتوبر 2020، وفقًا لبعض الشائعات، كان هذا هو سبب تأجيل الألبوم. في 3 نوفمبر 2020، أكد غيمس من خلال شبكاته الاجتماعية تأجيل ألبومه بسبب جائحة فيروس كورونا لكن لم يتم الإعلان عن موعد.
في 6 نوفمبر 2020، نشر غيمس على منصات البث عنوانًا جديدًا باسم «أورو جاكسون» بالتعاون مع غازو، بالإضافة إلى أغنية «حتى الان جيدة جدا»، وهو أيضًا ائتمانات سلسلة مجموعة تي أف 1 الجديدة، «هنا يبدأ كل شيء». في 7 نوفمبر 2020، نشر غيمس مقطع الفيديو الخاص بعنوان «أورو جاكسون» بالتعاون مع غازو. في 10 نوفمبر 2020، أصدر غيمس الفيديو الموسيقي لأغنية «أوريغامي». في 26 نوفمبر 2020، أعلن غيمس على وسائل التواصل الاجتماعي أن الألبوم سيصدر في 4 ديسمبر 2020.
في 2 ديسمبر 2020، كشف غيمس النقاب عن قائمة أغاني الألبوم المكونة من 17 أغنية مناها 9 أغان مشتركة. من بين السمات المميزة، نجد بعض الأسماء الكبيرة لموسيقى الراب الفرنسية مثل فالد، كاريس، كريم جريو أو اكتشافات مثل ليتو، بوش وغازو. في 3 ديسمبر 2020، نشر غيمس مقطع فيديو بعنوان «حتى الان جيدة جدا».
في 28 أبريل 2021، أعلن غيمس عن إعادة إصدار الألبوم تحت عنوان بقايا آفة (بالفرنسية: Les vestiges du fléau)‏ والذي سيصدر في 28 مايو 2021. في 19 مايو 2021، نشر قائمة العناوين المكونة من 10 أغان بما في ذلك 8 تعاونات. ومن بين ضيوف إعادة الإصدار، جول (Jul)، سي سي آتش (SCH)، دادجو دجونا وسليمان يشارك على وجه الخصوص المطربين العالميين مثل المصري محمد رمضان، التنزاني رايفاني (Rayvanny) وكذلك المغنية الألمانية الألبانية دوراتا دورا.

## مقاطع فيديو كليب
- «يولو» تم إصدارها يوم 4 سبتمبر 2020.[12]
- «خالدة» تم إصدارها يوم 25 سبتمبر 2020.[13]
- «أوريغامي» تم إصدارها يوم 23 أكتوبر 2020.[14]
- «أورو جاكسون» (بمشاركة غازو) تم إصدارها يوم 6 نوفمبر 2020.[15]
- «حتى الان جيدة جدا» تم إصدارها يوم 6 نوفمبر 2020.[16]
- «قاتل مستأجر» (بمشاركة كريم جريو) تم إصدارها يوم 11 ديسمبر 2020.[17]

## قائمة الأغاني
| 1.            | "مقدمة"                          | غيمس                              | 1:31  |       |       |       |       |       |       |       |       |       |
| 2.            | "خالدة"                          | غيمس                              | 3:12  |       |       |       |       |       |       |       |       |       |
| 3.            | "الجانب الأسود" (مع. ليتو)       | غيمس، ليتو                        | 3:51  |       |       |       |       |       |       |       |       |       |
| 4.            | "الشوفان" (مع. بوميدجال إكس)     | غيمس                              | 2:57  |       |       |       |       |       |       |       |       |       |
| 5.            | "غبي" (مع. بوش)                  | غيمس، بوش                         | 3:20  |       |       |       |       |       |       |       |       |       |
| 6.            | "أوريغامي" (مع. إكس نيلو فايروس) | غيمس، إكس نيلو فايروس، أدجا دانتي | 3:36  |       |       |       |       |       |       |       |       |       |
| 7.            | "يولو"                           | غيمس                              | 3:18  |       |       |       |       |       |       |       |       |       |
| 8.            | "أورو جاكسون" (مع. غازو)         | غيمس، غازو                        | 3:00  |       |       |       |       |       |       |       |       |       |
| 9.            | "عشرون عشرون" (مع. تيفالا)       | غيمس                              | 2:40  |       |       |       |       |       |       |       |       |       |
| 10.           | "أوجي نا أوجي"                   | غيمس                              | 2:51  |       |       |       |       |       |       |       |       |       |
| 11.           | "قاتل مستأجر" (مع. كريم جريو)    | غيمس، كريم جريو                   | 3:39  |       |       |       |       |       |       |       |       |       |
| 12.           | "حتى الان جيدة جدا"              | غيمس، فيتا                        | 3:55  |       |       |       |       |       |       |       |       |       |
| 13.           | "لا تلقي نظرة" (مع. فالد)        | غيمس، فالد                        | 3:10  |       |       |       |       |       |       |       |       |       |
| 14.           | "غروس بليتا" (مع. كاريس)         | غيمس، كاريس                       | 3:31  |       |       |       |       |       |       |       |       |       |
| 15.           | "في رأسي" (مع. جيكرز)            | غيمس، جيكرز                       | 3:09  |       |       |       |       |       |       |       |       |       |
| 16.           | "هكذا"                           | غيمس                              | 3:07  |       |       |       |       |       |       |       |       |       |
| 17.           | "توماس شيلبي"                    | غيمس                              | 2:33  |       |       |       |       |       |       |       |       |       |
| المدة الكلية: | المدة الكلية:                    | المدة الكلية:                     | 50:00 | 50:00 | 50:00 | 50:00 | 50:00 | 50:00 | 50:00 | 50:00 | 50:00 | 50:00 |

## إعادة إصدار

### بقايا آفة
| 1.  | "GJS" (feat. Jul & SCH)               | غيمس، Boumidjal X | 4:08 |
| 2.  | "C’est quoi l’del" (feat. نيكفيو ‏)    |                   | 2:57 |
| 3.  | "Dévoilé" (feat. Inso Le Véritable)   |                   | 3:28 |
| 4.  | "Ça fait mal" (feat. Naza)            |                   | 2:49 |
| 5.  | "C’est fini" (feat. Mohamed Ramadan)  |                   | 2:59 |
| 6.  | "Señorita" (feat. Rayvanny)           | S2Kizzy           | 3:00 |
| 7.  | "Only You" (feat. دوراتا دورا)        |                   | 3:37 |
| 8.  | "Belle" (feat. دادجو دجونا & Slimane) | Renaud Rebillaud  | 4:21 |
| 9.  | "Sans limite"                         |                   | 3:39 |
| 10. | "Dis-moi tout"                        |                   | 3:33 |

## الحكايات والقصص
- مسمى أغنية «يولو» مستوحى من الأصول الكونغولية لغيمس. العنوان ليس سوى اسم حي طفولته في كينشاسا عاصمة جمهورية الكونغو الديمقراطية.

- عنوان «أورو جاكسون» مستوحى بقوة من المانجا اليابانية ون بيس. في الواقع، إنها سفينة القرصان الأسطوري غول دي روجر ملك القراصنة.

- تم تصوير الفيديو الموسيقي «حتى الان جيدة جدا» في أجزاء من الدائرة التاسعة في باريس، حيث ظهر غيمس لأول مرة مع سكسيون داسوت.

### خالدة
يتميز الفيديو الموسيقي لأغنية «خالدة» برؤية ملتزمة لأنه مستوحى من العديد من المظالم المعروفة للبشرية:
- وفاة ليج دانيلز، فتى أمريكي من أصل أفريقي يبلغ من العمر 16 عامًا. قُتل الأخير شنقًا في 3 أغسطس 1920 على يد جماعة كو كلوكس كلان، التي اتهمته بقتل امرأة عجوز.
- وفاة المحامي والصحفي والثوري الفرنسي كامي ديمولان في 5 أبريل 1794، عن عمر يناهز 34 عامًا.
- وفاة جورج فلويد، رجل أمريكي من أصل أفريقي يبلغ من العمر 46 عامًا. قُتل الأخير على يد شرطي أبيض ديريك شوفين أثناء تفتيش للشرطة في 25 مايو 2020. لذلك كان ضحية جريمة قتل.
- تشير المشادة بين الشرطة والشبان مباشرة إلى أعمال الشغب التي اندلعت في الضواحي الفرنسية، والتي بدأت في كليشي سو بوا عقب مقتل زيد بن وبونا تراوري في 27 أكتوبر 2005. وتعرض الأخير للصعق بالكهرباء في المنطقة. إحاطة محطة كهرباء فرعية بعد الهروب أثناء تفتيش الشرطة. في هذا المشهد نفسه، يمكننا أن نلاحظ ظهور كاريس وسوسو مانيس.
- يتم تجسيد الفيل في المقطع من قبل الدولة. في قصته على سناب شات أوضح غيمس، متنكرا بزي فلاح في هذا الجزء من المقطع، أن هذا الفيل هو مصدر كل ما يمكن للحكومة أن تفعله لمواطنيها. يوضح أن الفلاح تسحقه الديون أو حتى الضرائب على الرغم من بيئته المعيشية. ويوضح أيضًا أنهم لا ينسون أحداً وأن الجميع يتم تعقبهم وهو ما يمثله ذكرى الفيل.
- تجسد الإنترنت عين العالم الموازي الذي يجد غيمس نفسه فيه. في قصته على سناب شات، أوضح أن هذه العين هي مصدر العديد من المضايقات الإلكترونية التي انتهت بالانتحار بسبب الشبكات الاجتماعية. يمكن للمرء أن يفكر في انتحار أماندا تود، وهي مراهقة كندية تبلغ من العمر 16 عامًا، والتي انتحرت في منزلها في 10 أكتوبر 2012، نتيجة للمضايقات التي تعرضت لها.
- وفاة جورج ستني، صبي أمريكي من أصل أفريقي يبلغ من العمر 14 عامًا. تم صعق الأخير بالكهرباء في 16 يونيو 1944 بعد مقتل فتاتين بيضتين: بيتي جون بينيكر البالغة من العمر 11 عامًا وماري إيما تيمز البالغة من العمر 8 أعوام. لذلك سيتم تبرئته بعد 70 عامًا من إعدامه.
- وفاة إدي سلوفيك، جندي بالجيش الأمريكي يبلغ من العمر 24 عامًا في الحرب العالمية الثانية. قُتل الأخير في 31 يناير 1945 بتهمة الفرار من قبل الشرطة العسكرية الأمريكية. لذلك فهو الجندي الأمريكي الوحيد الذي قُتل خلال الحرب العالمية الثانية.

### عينات
- «أوريغامي» هو عينة من أغنية ماتشي بسيف من مجموعة داب إنك.
- «لا تلقي نظرة» هي عينة من أغنيتين لمغني الراب الأمريكيين:
  - وضع ترافيس سكوت ودريك.
- «في رأسي» عينة من أغنية «كراي مي آ ريفر» للمغني الأمريكي جاستن تمبرليك.

## الاعتمادات والموظفين
- تسجيل وإنتاج الأصوات - فوكس كارتل، باريس، فرنسا.
- مهندس الصوت - فوكس كارتل.
- مهندس الصوت ("الشوفان"، "عشرون عشرون" و"لا تلقي نظرة") - مصطفى.
- مهندس الصوت ("حتى الان جيدة جدا") - رينو ريبلاود.
- موقع الخلط - فوكس كارتل، باريس، فرنسا.
- خلط الصوت - فوكس كارتل.
- خلط الصوت ("الشوفان"، "غبي"، "أورو جاكسون"، "أوجي نا أوجي" و"هكذا").
- خلط الصوت ("أوريغامي") - 20.100.
- خلط الصوت ("حتى الان جيدة جدا") - جيريمي تويل.
- إتقان - جوليان كورتوا.
- إتقان ("حتى الان جيدة جدا") - ماسترديسك أوروبا ، باريس، إيل دو فرانس، فرنسا.
- تصوير فوتوغرافي - Odieuxboby.
- مصمم الغلاف - مينى ديزاينز.

## التصنيف والشهادات

### التصنيف
| التصنيف                                                     | أفضل مرتبة |
| ----------------------------------------------------------- | ---------- |
| تصنيف الألبومات البلجيكية (أولتراتوب والونيا)               | 7          |
| تصنيف الألبومات الفرنسية (الاتحاد الوطني للنشر الفونوغرافي) | 3          |
| تصنيف الألبومات السويسرية (هيت باراد سويسرا)                | 14         |

### الشهادات
| المنطقة                                                                | شهادة                | الوحدات المصدقة/مبيعات |
| ---------------------------------------------------------------------- | -------------------- | ---------------------- |
| فرنسا (الاتحاد الوطني للنشر الفونوغرافي)                               | الأسطوانة البلاتينية | 100٬000                |
| - * المبيعات بناء على الشهادة وحدها - ^ الشحنات بناء على الشهادة وحدها |                      |                        |

## الإصدار
| الدولة | التاريخ       | الهيئة              | الناشر         |
| ------ | ------------- | ------------------- | -------------- |
| فرنسا  | 4 ديسمبر 2020 | سي دي، تحميل موسيقي | مجموعة تي أف 1 |
| بلجيكا | 4 ديسمبر 2020 | سي دي، تحميل موسيقي | مجموعة تي أف 1 |